# آرگلیکو فاکس
آرگلیکو فاکس (به پرتغالی: Argélico Fucks) مدافع اهل برزیل است که در شهر Santa Rosa زاده ۴ سپتامبر ۱۹۷۴
آرگلیکو فاکس در تیم‌های فوتبال باشگاه ورزشی اینترناسیونال ،توکیو وردی، سانتوس، پورتو، پالمیراس و بنفیکا سابقهٔ حضور دارد. این بازیکن همچنین در سال، ۱۹۹۳ ۲ بار برای، Brazil U20 به میدان رفته‌است